# Mezolitik
Mezolitik je zgodovinsko obdobje, ki se začne pred 10.000 leti s koncem ledene dobe. Obširni ledeniki so se stalili in danes pokrivajo le desetino kopnega, v času ledene dobe pa so prekrivali kar tretjino zemeljske površine. Z umikom ledenikov so se razširili gozdovi, izumrle pa so tudi nekatere ledenodobne živali, kot so mamuti, dlakavi nosorogi in jamski medvedi, ker se niso mogli prilagoditi spremembam v naravi.
Tedanji ljudje so se naselili ob rekah in morjih, preživljali pa so se še vedno z lovom in nabiralništvom. Posledica življenja ob rekah ter morju pa je bila zlasti razmah ribolova. Izpopolnili so harpuno, trnek in mrežo. Za ribolov so začeli uporabljati tudi vrše (košare), za prevoz po rekah pa čolne deblake oziroma drevake, ki so jih izdelali iz enega samega debla. Izdelali pa so si tudi orodja v katera so vstavili skrbno obdelana kremenca, ki jih imenujemo mikrolite. Pomembna mezolitska novost je domestikacija psa, ki jih je opozarjal na nevarnosti in jim pomagal pri lovu.